# Sebastián Gessa y Arias
Sebastián Gessa y Arias – hiszpański malarz pochodzący z Andaluzji. Nazywano go malarzem kwiatów ze względu na jego zainteresowanie tematyką kwiatową i martwą naturą. Malował również sceny rodzajowe przedstawiające Andaluzję.
Studiował w Szkole Sztuk Pięknych w Kadyksie, gdzie jego nauczycielem był Ramón Rodríguez Barcaza. W 1864 r. otrzymał stypendium na studia w Paryżu, gdzie pozostał do 1870 roku i uczył się u Alexandra Cabanela. Po skończonych studiach wrócił do Hiszpanii i zamieszkał w Madrycie. Pracował przy dekoracji pałacu markiza de Linares (dzisiejszej Casa de América), dla którego wykonał zdobiące sufity malowidła olejne o motywach kwiatowych.
W 1879 r. otrzymał I medal na Krajowej Wystawie Sztuk Pięknych w Madrycie za obraz Flores y frutas. Jury wyjątkowo przyznało pierwszą nagrodę martwej naturze, gdyż tematyki historyczna i mitologiczna były uznawane za bardziej wartościowe.

## Wybrane dzieła

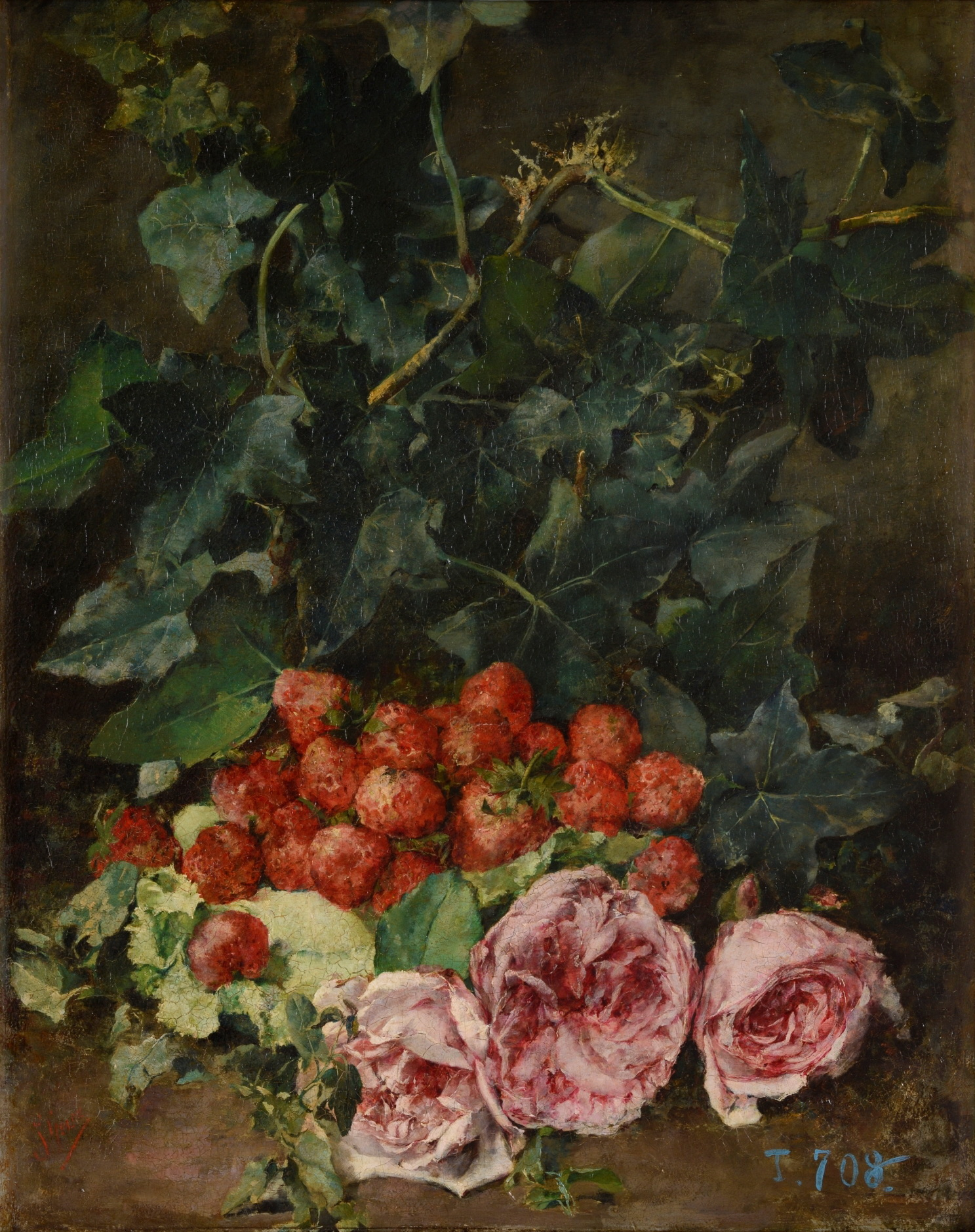
Fresones y rosas (1886, Museo del Prado, Madrid)
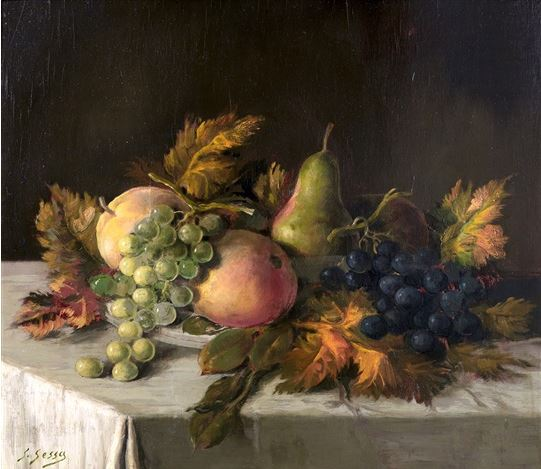
Naturaleza muerta con uvas y peras
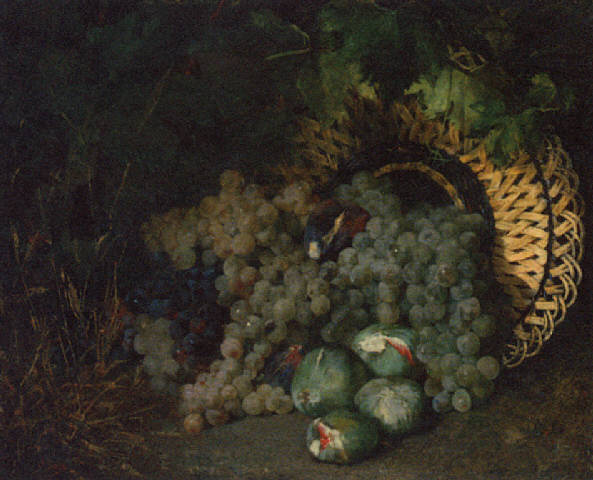
Cesta volcada de uvas e higos (1910)
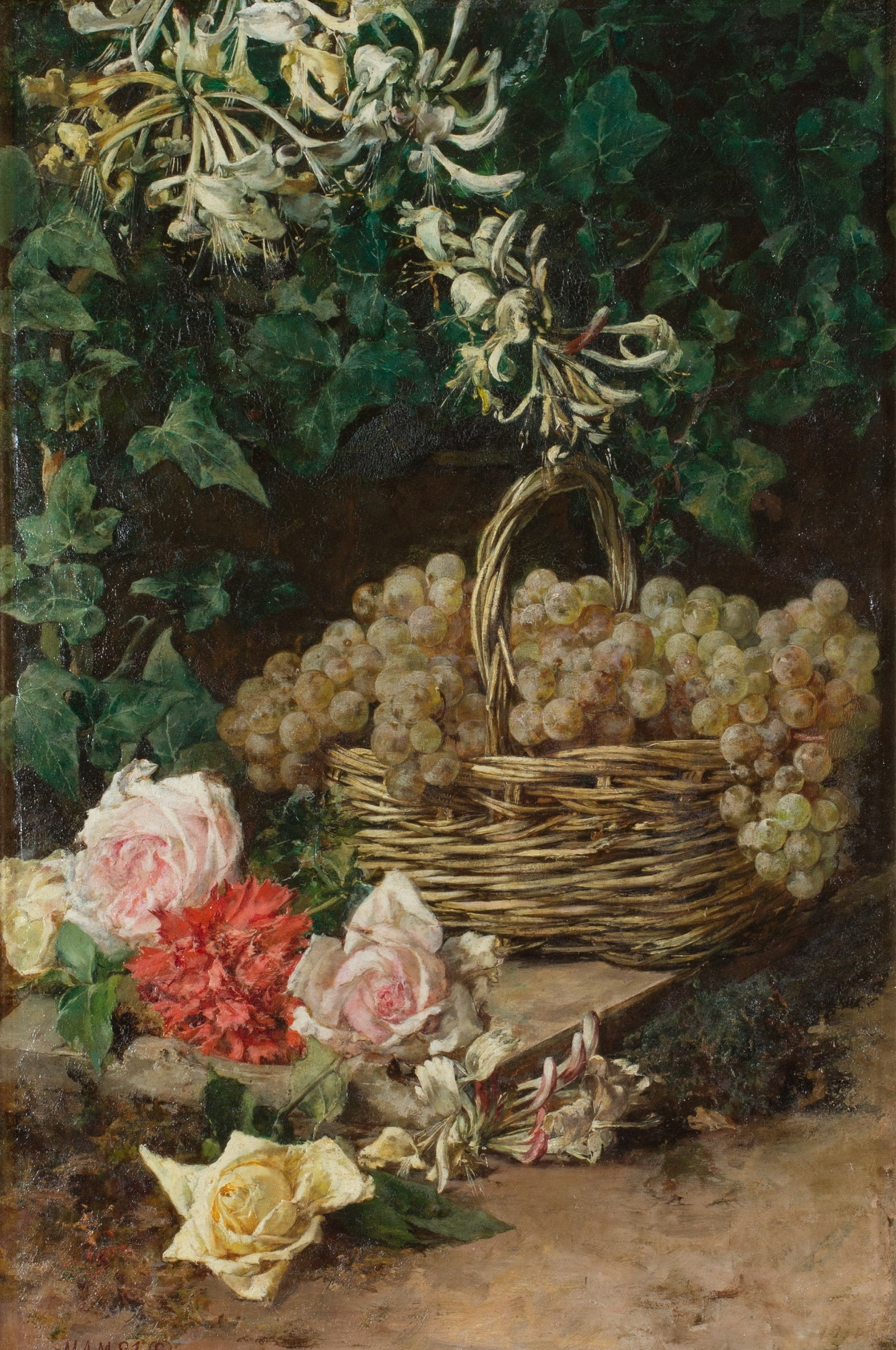
Flores y frutas (1897, Museo del Prado, Madrid)
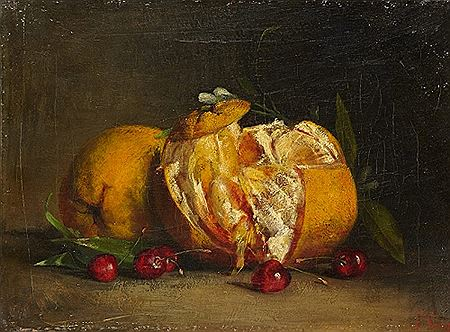
Sin título (naranjas)